# Carmelo Morelos
Carmelo Dominador Flores Morelos (ur. 11 grudnia 1930 w Sorsogon, zm. 17 września 2016) – filipiński duchowny katolicki, biskup Butuanu w latach 1967–1994 i arcybiskup Zamboanga 1994-2006.

## Życiorys
Święcenia kapłańskie otrzymał 3 kwietnia 1954.
4 kwietnia 1967 papież Paweł VI mianował go biskupem diecezjalnym Butuanu. 5 lipca tego samego roku z rąk arcybiskupa Teopisto Valderrama Alberto przyjął sakrę biskupią. W latach 1991–1995 przewodniczący Konferencji Episkopatu Filipin. 8 grudnia 1994 podniesiony do godności arcybiskupiej i przeniesiony do archidiecezji Zamboanga. 13 listopada 2006 ze względu na wiek na ręce papieża Benedykta XVI złożył rezygnację z zajmowanej funkcji.
Zmarł 17 września 2016.